# 我が家のお稲荷さま。
『我が家のお稲荷さま。』（わがやのおいなりさま。）は、柴村仁による日本のライトノベル。イラストは放電映像が担当している。電撃文庫（メディアワークス）より2004年2月から2007年10月まで刊行された。第10回電撃小説大賞・金賞受賞作品。2015年10月時点でシリーズ累計部数は82万部を記録している。
メディアミックスとして、松風水蓮作画によるコミカライズが「月刊電撃コミックガオ!」2007年4月号から2008年4月号（休刊）、「月刊コミック電撃大王」2008年6月号から2013年7月号まで連載された。また、2008年4月から同年9月までテレビアニメが放送された。

## 登場人物

### 家族関係者

#### 高上家
天狐空幻（てんこ くうげん）
声 - ゆかな（女） / 中村悠一（男）
本作の主人公。天狐と称される三槌家の守り神。神族などからは「三槌の空幻狐」と呼ばれている。空幻という名は真名ではない。長く生きて強大な霊力を身に付け、守り神に祀り上げられたはいいが、やりたい放題の行状が祟って遂には封印されてしまった狐の大妖怪。長生きしているあいだに無関心になるほどに性別を忘れており、どちらの性にも人化できる。
数百年も封印されていたが、知能が高いせいか驚くほどのスピードで現代社会に順応しきっている。大食いのため、食事代が高上家の経済を圧迫している。しかし守り神としては、優秀かつ勤勉。労を惜しむことなく高上兄弟に訪れるピンチを防ぐ。普段は軽薄で飄々としているが、かなり短気で喧嘩っ早いのが玉に瑕。なお愛称は「クーちゃん」（命名は美夜子と透）または「クー」（昇）。空幻自身はこのシンプルなあだ名を気に入っているようである。
コウ
声 - 早見沙織
三槌家に仕える「護り女」。高上兄弟を空幻と共に守護し、同時に空幻を監視するよう三槌本家から命ぜられて高上家に同居することとなった。普段の服装は巫女装束ではあるが、昇の家計簿には、剣道着と記されている。五行のうち特に「水気」を駆使した術を得意とし、高上兄弟の護衛に日々勤しんでいる。
生真面目で正義感と責任感が強く護衛としては優秀なのだが、それまで三槌本家から出たことがなかったため極度の世間知らずである。
また家事一切が全くできず登場時ではお金の数え方も知らない有様で、現代社会にさっさと馴染んだ空幻にたびたびからかわれたり振り回されたりしている。現在家事全般をゆっくりとではあるが習得しているが、不器用であるため皿や花瓶などを割ることが多く高上家の経済を圧迫している。
ボキャブラリー不足のためか説明も大の苦手。擬音やジェスチャーを多用して何とか物事を説明しようとするのだが、彼女の「説明」でそれを理解するのは至難の業である。反面、専門とする五行術の説明はやたらと流暢かつ正確。
高上昇（たかがみ のぼる）
声 - 水島大宙
高上家の長男。赤城高校の2年4組、男子バドミントン部所属。家事を一手に引き受けるしっかり者で、家計のやりくりに関しては高校生というより主夫、料理の腕前は主婦顔負けであるが、空幻とコウが家族の一員に加わったことにより、両名が作り出す思わぬ出費に頭を悩ませている。空幻の真名を知る一人。
兄は陰陽道でいう陽にあたるため、母からの三槌の霊力が受け継がれにくく、目立った霊力はほとんど無い。しかし物の怪と関わりが増えたことにより、人とは異なるモノをうっすらと感知できるようになる。名目上三槌家の当主であるため、頼ってくる、あるいは狙いにくる物の怪と接触する機会が多い。
恋愛まわりには極度に鈍感で、美咲の昇への思いがあまりにもあからさまで周りの誰もがわかっているにもかかわらず全く気付かないほどである。
高上透（たかがみ とおる）
声 - 嶋村侑
高上家の次男。小学6年生。少年野球チーム「鈴西ドラゴンズ」に所属する。怪しい夢を見たことをきっかけに空幻と出会い、色々あって空幻に守護されることとなる。
昇同様、空幻の真名を知る一人。人を疑うことをあまり知らない純真さを持ち、その素直さは嘘発見器も真っ青なくらい。最近は空幻の扱いに対してしたたかな面も見せ始めている。弟は陰陽道でいう陰にあたり、母由来の三槌の霊力が受け継がれやすい。このため潜在的に強い霊力を持っている。
高上春樹（たかがみ はるき）
声 - 宮本充
昇・透の父。バスの運転手を務める一家の大黒柱。大学時代に美夜子と出会い結婚し昇と透の息子ふたりに恵まれるが、美夜子は若くして他界。それ以来男手ひとりで息子たちを育ててきた。三槌の家にまつわる運命や空幻、護り女について、ある程度ながら妻から聞いていたためか、息子ふたりが突然連れてきた空幻やコウにも動じる素振りもなくあっさりと受け容れる。
高上美夜子（たかがみ みやこ）
声 - 堀江由衣
昇・透の母。水気を司る「三槌の司祭」として生を享けるが、その運命を拒絶するかのように三槌本家を出奔。大学で春樹と出会い結婚、ふたりの息子を授かる。しかし「三槌の司祭」の運命から逃れることは叶わず、30歳の若さで他界する。
天真爛漫でよく笑う快活な女性。かわいいもの、ふかふかなものに目が無かったらしく、かわいさのあまりいきなりのタックルで抱き付いてはその対象（着ぐるみを着た春樹、狐の姿の空幻、ミッキーマウス etc...漫画版では昇も病院送りになっている模様）を凄まじい強さで締め落とす。付いたあだ名が「アナコンダ美夜子」。
なお、夫・春樹もかわいいもの好きであり、2人の息子にも遺伝している。
シロ
声 - 釘宮理恵
白鬼（角無し鬼）。炎を操る・相手の生命力を吸い取る能力を持つ。ある日突然高上家にクロネコ宅急便で送られてきた少女。呪布でぐるぐる巻きにされており、透にのみ心を開く。髪の色は白く、瞳はルビーのように赤い。全身に刺青あり。高上家には家族の一員として迎え入れられる。その後紆余曲折の果てに保管係の汨羅に引き渡され、眠りについた。シロという名付け親は高上兄弟の父親、春樹。
透の初恋の（そして失恋の）相手でもある。

#### 三槌家
三槌龍彦（みづち たつひこ）
声 - 古澤徹
美夜子の弟。美津川村役場に勤務する公務員。精悍で若々しいが人に警戒心を与えない穏やかさな顔立ちがどこか美夜子に似ている。美夜子同様かねてから三槌の風習を改めようと考えていた。
柱女（はしらめ）
声 - 定岡小百合
年齢不詳、美夜子が子供の頃から全く姿が変わらないという。「大ばば様」と呼ばれてはいるが高上兄弟の祖母や曾祖母ではなく正確な正体は不明。昇の知る限りでは三槌一番の古株かつ重鎮。空幻は「柱女」と呼んでいる。三槌家のしきたりを守る立場にあるが、内心ではその弊害も理解していた。

#### 佐倉家
佐倉美咲（さくら みさき）
声 - 鹿野優以
昇の同級生で2年1組。昇と同じくバドミントン部所属。快活な性格の少女で、昇に恋心を抱いているが、昇の前では奥手になり、為すことが空回り気味。昇の周囲の空幻、コウ、紅葉といった女性にやきもきしている。高上兄弟が遭遇する事件に時折巻き込まれたりすることも多い。空幻には事件後催眠術を掛けられ、事件を忘れさせられたりしているが、空幻自身、「昇をいつも見ている者」「昇を大切に想っている者」と理解し、恋の助言と偽り、昇を守るため、その者にしか効かない薬を飲まされたりする。
アニメでは昇と空幻やコウとの関係を誇大妄想してしまう癖があり、そのうえ考えていることが全て顔や言動に出てしまう設定になっている（それでも昇は気付かないが）。
佐倉千晴（さくら　ちはる）
声 - 武田華
美咲の姉。昇に見せるための外出着に悩む妹にたびたび助言をする。

#### 宮部家
宮部紅葉（みやべ もみじ）
声 - 伊藤静
昇の同級生で2年2組。合唱部所属。艶やかな黒髪と端整な顔立ちが人目を引く学校のアイドル的存在で、やや天真爛漫かつさっぱりした明るい気性で人気も高い。学園祭ではアイドルシンガーさながらの歌唱力を披露していた。どういうわけか昇に興味を持ち、彼の気を引こうと様々なアプローチを掛ける。その点では美咲のライバル。
容姿とは裏腹に（?）結構な大食い。高級マンションにひとり暮らししているせいか、明るく振る舞う影に寂しがり屋な一面を隠す。家系によるとある特異能力を16歳の時に発現させたことがきっかけで、高上兄弟のみならず赤城地区に騒動を巻き起こす。
宮部家の女性は16歳になると変身できるようになる家であり、紅葉はその中でも授かる確率が非常に稀な「金狼」と呼ばれる変身能力を発現する。変身形態としては原身が狐の空幻と全く逆で、紅葉の場合は原身が人間である。変身すると屈強な獣人と化し、美少女の姿は面影もなくなる。
狼事件解決後は高上昇のことを大好きになり美咲に恋（ライバル宣言）をうちあけた。その後、高上昇にアプローチをする。
清麻呂（きよまろ）
声 - 龍田直樹
宮部家に仕える物の怪。真っ白で魚の形をしており、空中を遊泳する。
高上昇に宮部紅葉の救いを求めた。

#### 空幻の兄弟
天狐玉耀（てんこ ぎょくよう）
声 - 高橋美佳子（女） / 羽多野渉（男）
空幻の弟もしくは妹（空幻と同じく性別は分からない）。人化する能力を持つ霊狐。元々は珍しい銀狐で、人化した際の髪の色は黒だが、光の反射によっては銀色に見える。空幻と何百年ぶりかに再会したさい、透に「タマちゃん」とあだ名を付けられてしまう。空幻を封印した三槌一族を憎んでおり、昇たちをあまり気に入っていなかったが、空幻の「今の自分は楽しい」という言葉と透たちの優しさに触れて、少し認識を変えた模様。

### 赤城高等学校関係者
拝一刀（おがみ いっとう）
声 - 山口勝平
アカギツネの霊狐。息子の子狐がいる。それまで住んでいた森が切り拓かれてしまい、住処を失って途方に暮れていたところ、鈴ノ瀬に空幻の気配を察知して、相談にやってきた。「〜ッス」口調。子狐が「大五郎」と空幻に（極めて適当に）名付けられたため、なりゆきで親狐が「拝一刀」を名乗っている。一応霊狐ではあるが妖怪になって日が浅いことや、お人好しな性格、そして今ひとつ小さい肝っ玉のせいで、緊急時にはあまり役に立たない。現在は昇の通う赤城高校の学務員として勤務している。
大五郎（だいごろう）
声 - 石川綾乃
一刀の息子。霊狐だが生まれたばかりなのでまだまだ人化の術などがうまく使えず、初登場時は手足程度しか人化できなかった。第3巻で顔も人化できるようになる。まだまだ人の言葉は話せないが、何をしゃべっているかコウには理解できる。
彼の狐姿のかわいらしさは高上親子やコウ、光牙&影牙や鴫守を骨抜きにしている。
矢野めぐみ
声 - 本多真梨子
昇の2年4組のクラスメイト。美咲の友人で昇との恋愛を応援している。先手を打って告白するようにけしかけつつ、自分に自信を持てない美咲を気遣っている。
橋本緑（はしもと みどり）
声 - 永井孝則
サッカー部に所属する昇の2年4組でのクラスメイト。男であるが女のような名前を気にしている。共働きの両親を抱え同じく家事に励む仲間として、昇とは中学時代からの友人でもある。
杉野（すぎの）、寺岡（てらおか）、大塚（おおつか）
声（順に） - 山中真尋、中野光貴、藤井啓輔
それぞれ昇の同級生であり、男子バドミントン部に所属している。昇がクーやコウ、さらには宮部と関わりがあることを羨望している。
久保田秋一（くぼた しゅういち）
声 - 石川綾乃
細身だが負けん気の強そうな顔をした透のクラスメイト。通称はアキ。鬼族に追われる透を身代わりになって助けたことがある。
半田隆（はんだ りゅう）
声 - 武田華
大柄な透のクラスメイト。通称はハンダ。落ち込んでいる透を元気づけようとちぃちゃんのかげおくりをやってみせた。
川島先生（かわしませんせい）
透のクラス担任。若い教師だが、生徒に媚びたり無用に威圧するところがなく一人の人間として扱う良き先生である。

### その他関係者
倉知（くらち）
鈴ノ瀬の恵比寿神が経営するコンビニで店長を務める。長身で剃り込みの深いクルーカットという凄みのある姿だが、勤勉で礼儀正しい愛妻家である。モモという小さな娘がいる。
木蓮（もくれん）
美少年とも美少女とも見える刀鍛冶の一族の末裔。三槌家当主としての昇に接触を図り、その後の事件で何度か助けられることになる。

### 神族/精霊(鈴ノ瀬、赤城地区)
恵比寿（えびす）
声 - 小野大輔
高上家が居を構える鈴ノ瀬地区の土地神。何故かコンビニオーナーを副業（本人曰くこちらが本業）としているが、世を忍ぶ仮の職業にしては随分なやり手でもある。
容姿は若い青年の姿をとっているものの、恵比寿神の名に相応しくにこやかな顔立ちで基本的には温厚。しかし金に汚い相当な腹黒で、鈴ノ瀬にやって来るモノは空幻であろうと何であろうと自らの銭勘定のネタにするエゲツなさも併せ持つ（コンビニの売り上げのためなら自分の神社さえ空幻に破壊させるほど）。そのため高上兄弟からは微妙に煙たがられている。普段は飄々としていて取り乱すことはあまりないが、神族としてのプライドは高く、空幻を「紛いものの神」と称したことがある。同じ「恵比寿」である兄がいるが、鈴ノ瀬の恵比寿と違い腹黒くはないらしい。
光牙&影牙（こうが&えいが）
声 - 櫛田泰道&安齋龍太
恵比寿の従者。恵比寿が管理している神社の狛犬。恵比寿の術によって創られたモノたちであるため、壊されても恵比寿の一存で復活できる。狛犬だが食い物には弱いため、空幻や高上兄弟とは食い物を通し仲良くなってしまう。おつむも若干弱めだが、物の怪の知識は豊富。
鴫守（しぎもり）
声 - 水橋かおり
鈴ノ瀬の隣、赤城地区の土地神代行。六瓢神のカタシロ（人形）。対外的には主に代わって「六瓢」の名を用いている（他の登場人物からも「六瓢」と呼ばれている）が、あくまで本来の土地神・六瓢の代理である。「鴫守」が本来の名であり、土地神代行であることを知っている月読神からは「六瓢代理」と呼ばれている。管理している土地は広大だが、配下の数多くの橋姫や道祖神による監視体制を敷いているため、流れの妖怪の動きすらおおよそは掴んでいるという。創造主である六瓢を模した若い女性の姿であり、性格も普段は明るく気さくだが怒らせると怖く、神の眷属らしい怪力をキレて見境なく振るう。
怪力以外に土地神としての能力をも持ち、成功率の高い言霊や五行の術も用いる。六瓢に対し反抗心とも甘えとも恋心ともつかぬ微妙な感情を抱いており、透やクーたちを巻き込んで一騒動起こす。
なお、首から下の身体は等身大フィギュアを思わせる多関節の人形そのもので、それを隠すために夏でもコートにマフラー、しかも両手にはマペット着用というかなり怪しい格好だったが、事件後両手も人間体になった。
六瓢（むびょう）
声 - 水橋かおり
赤城の本来の土地神。遊行神と呼ばれる、自らが管理する各地の土地をさすらい一つの場所に長く留まらない神。そのため各地区に留守を預かる代行を置いていたのだが、赤城の代理神「鴫守」がとある事件に関わったことを察知し北海道から舞い戻ってきた。本来居てはならない赤城・鈴ノ瀬の土地を訪れたため、フクロウの面をかぶって素顔を隠していた。そのため、「フクロウ」と呼ばれている。空幻の協力を得るために手土産持参で当主を訪問するなど礼儀正しい性格だが、人類社会には疎いようで5円玉と50円玉の区別もつかないほど。
狼＆羊
声 - 古澤徹（狼）
鴫守の使い魔（？）。普段はマペットの姿をしていて、鴫守が手袋代わりに両手にはめて人形の指先を隠している。脱ぎ捨てられると巨獣と化すが、「中身」はモヘアと綿のまま。
橋姫（はしひめ）
声 - 久保田民絵
鈴ノ瀬の「境界」、羽柴神社の麓にある弥生川に架かる町道の橋を守っている。見かけは上品な老婦人である。
岩薙（いわなぎ）
鈴ノ瀬駅前通りで「りーぶす」という洋菓子店を営んでいる付喪神。店が流行らず恵比寿に助けを求める。気が弱くて被害妄想が強く、必要以上に卑屈。
お鈴（おすず）
恵比寿が鈴ノ瀬地区の土地神になる前からいる地元産の精霊。弥生川にあるお地蔵。尾行は苦手。
猫女
声 - 宮崎羽衣
真名及びその有無とも不明。鈴ノ瀬に住む妖怪猫で人に化けると若い娘の姿となる。男クーの大ファンである。アニメオリジナルキャラクター。

### その他の神族
月読（つくよみ）
声 - 釘宮理恵
月の神にして夜の食國の明主ツクヨミのこと。見た目は透より幼いほどの少年。保管係の班長と呼ばれているが、実質は神族の世界における禁忌の管理に関する最高責任者。人や物の怪が下手に扱うと危険になりうるものを収集し、管理あるいは処分の決定を下す。
神族の世界で倒れた「白鬼」に対し蘇生という禁忌を行い、その代償としてある病を背負っているという。ただし空幻の見方では、それは神族によって理不尽に殺された「白鬼」の呪いだという。かつて空幻の封印に際して三槌の司祭に助力したのもこの神であり、空幻とは因縁と敵意ある仲。
汨羅（べきら）
声 - 浅野真澄
サイズの合わない眼鏡をかけ、語尾を伸ばす口調で話す。月読の要請で保管係に配属された元人間の呪医。月読の主治医も兼ねている。月読の補佐から神族の代理人としての事件処理までこなす。そのため、医術やダウジング、格闘術など広い技能を有している。
活動資金は宮部家から出資され、クレープ屋などを隠れ蓑にしている。経営する移動式クレープ屋は鴫守のお気に入りではあるが、なかなか営業中の現場を見つけられない。
貧乏神（びんぼうがみ）
真名及びその有無とも不明。白い仮面に白いマントの子供のような姿をしている。取り憑いた相手から幸運を奪う力がある。ただし、その家の人間に招かれない限り、家には入れず取り憑くこともできない。またよほどひどい恨みがない限り一人の人間の幸運を喰らい尽くすこともない。よって、一般にはその人間の自業自得と見なされて貧乏神の存在は看過されている。

### 鬼族
槐（えんじゅ）
声 - 浅川悠
サンステロア教会のシスターであり、鬼族の頭。滅び行く一族を救い王位につくために必要なものを求めて高上家に接触する。責任感の強い性格で、公正な振る舞いを好み罪なき者を殺すことを望まない。高価な品物を盗んではインターネットの闇マーケットに売り、多額の計画遂行資金と様々なアイテムを手に入れている。
ナグマ
声 - 古澤徹
背の高い壮年の修道士。鬼族として槐の部下の中でも能力、経験とも優れており、指揮官的な立場。
トミネ
声 - 置鮎龍太郎
右の眉尻にある傷が特徴的な男。槐の部下の中でも渉外や情報収集を担当する。
月読神の密偵。白鬼を高上家に送りつけた張本人で槐の手で高上透を殺害させようとした。
サイノキ
声 - 吉田仁美
サンステロア教会でシスター槐の補佐役を務める鬼族の女性。槐の側近で他の部下との連絡調整を担当。
シメノギ
声 - 山中真尋
中肉中背の青年修道士で、槐の幼馴染。鬼たちの若手では兄貴分である。典型的な東洋人鬼。
ミヤベ、アズマ、ハルニワ
声（順に） - 中野光貴、永井孝則、安齋龍太
鬼族。槐の部下。
イナモチ
声 - 平田広明
片眼鏡の年齢不詳の男。インターネット上で妖怪関連のアイテムを取引する商人。槐に手を貸す理由について、自分に鬼の血が流れているからと称していた。正体は玉耀の使い魔である。

### 物の怪
コトジノヌシ
声 - 甲斐田裕子
鱗虫、蛇の物の怪。水生木の五行の法則に従い、力を求めて透の命を狙う。雷球の術を得意とするが、空幻とコウの連携策の前に敗れる。「コトジノヌシ」は放免の条件として聞き出された真名。
モグカズ／モグツグ／モグゾー
声 - 浅野まゆみ／青山桐子／間宮くるみ
土気のモグラの三兄弟の物の怪。幼稚園児の姿をとる。赤城高校を訪れたクー達を探す昇を物の怪の世界に引き込もうとした。特にクーに泥を投げ付けるなどしてからかいまくるが、これが彼女の逆鱗に触れてしまい、制裁を加えられた。アニメオリジナルキャラクター。
豆翡翠（まめひすい）
声 - 小林沙苗
木気の物の怪。原身は大きなさやに入った豆だが、人に化けると若い女の姿となる。豆翡翠は放免の代償として聞き出された真名。透の水気を狙うが、本気を出したコウの前に敗れる。巨大な豆の樹を操って攻撃し、木気の物の怪である以上水気で攻撃されてもむしろ力が増してしまう。アニメオリジナルキャラクター。
透を狙っていた介虫
声 - 矢部雅史
真名及びその有無とも不明。相棒の狸妖怪とともに、六瓢からサカサエンを奪った犯人。人に化けているが原身は大きな貝である。逃走中に減少した霊力を補給するため、透の豊富な水気を狙う。コウ及び拝と戦って敗れ、六瓢に引き渡されて尋問を受ける。水気の術、特に水刃を得意とする。
食べられそうになった際、自らを「観賞用です」と言っていた。
座敷童子
声 - 沢城みゆき
真名及びその有無とも不明。とある温泉宿に住む幼女の姿をした座敷童子。屋敷から離れることができず一緒に遊ぶ友人もいないせいで、客としてきた透に興味を持つ。霊体を呼んだり玩具を動かす能力がある。アニメオリジナルキャラクター。

## 用語

### 地名
鈴ノ瀬町（すずのせまち）
高上家がある町。中心を弥生川が流れ、直角に交差する町道がいわば目抜き通り。川の西は鈴西と言い、閑静な住宅地である。高上家や久保田家、半田家は鈴西にある。また弥生川に面した高台には土地神の恵比寿神を祀る羽柴神社があり、その麓に恵比寿神のコンビニと橋姫が守る弥生川の橋がある。川の東を鈴東と言い、国道や公共機関、銀行、町工場が集中する賑やかな街。唯一の私鉄駅、鈴ノ瀬駅があり、駅前通りは国道に合流して赤城市へと向かっている。
赤城市（あかぎし）
鈴ノ瀬の東隣にある街。市制が敷かれ鈴ノ瀬より大きな街であるが、都会あるいは工業地帯と言うほどではない(いわゆる地方都市程度)。神族の世界では鴫崎と呼ばれる土地であり、その土地神は六瓢で、市内に彼女を祀る神社もある。鈴ノ瀬との境界には国道及び高速道路が存在する。郊外の高級住宅街には紅葉の住むマンションがある。美咲の家もあり、昇はカツノミヤ書店で失神した彼女を送った後鈴ノ瀬へのバス停まで数十分も歩くハメになった（1巻pp.241）。
美津川村（みつがわむら）
高上兄弟の母・美夜子の故郷。山奥の田んぼが広がる田舎町であるが、近くに街があるので自家用車で通勤する者が多い。私鉄北吉川線の無人駅、美津川駅が唯一の公共交通機関。
鈴ノ瀬小（すずのせしょう）
透が通う小学校。鈴ノ瀬町鈴東地区にある。町道を羽柴神社から10分ほど歩いた位置。週に数日町内会の少年野球チーム「鈴西ドラゴンズ」が練習している。
赤城高校（あかぎこうこう）
昇が通う公立高校。鈴ノ瀬に隣接する赤城の土地にあり、高上家から自転車で20分ほどの距離にある。鈴ノ瀬と赤城を結ぶバスで通うことも出来、時間は短縮されるが混雑する。公立にしては体育施設が充実しており、広い運動場・テニスコート・剣道場・50mプール・二棟の体育館がある。第2巻以降六瓢の紹介で、拝が学務員として住み込みで勤務することを許されている。制服は男子はワイシャツ、女子は青もしくは紺と白のセーラー服とかなりオーソドックスなもの。なお屋上への立ち入りは可能な模様。
カツノミヤ書店
赤城市にある大型書店。赤城高校から自転車で数分ほどの位置。
サンステロア教会
赤城市内、赤城高校の近くにある教会。小さな教会だが、赤煉瓦の壁といい花や芝生の美しい庭といいセンスの良い雰囲気がある。日曜日にはお茶会があり、信者以外にも多くの人々が集うバザーも開催される。槐はここのシスター。
E.MART
鈴ノ瀬の恵比寿神がオーナーであるコンビニエンスストア。オーナーとは別に倉知という店長を置いている。鈴西の羽柴神社の麓、町道沿いにある。町道は町の主要な通学路で町工場や企業が集中しており、町では他に駅前と国道沿いにしかコンビニがないため周辺住民に重宝されている。なお、アニメ版ではE.MARTという看板がでているが、原作では店名は明らかにされていない。漫画版ではセブンイレブンのロゴの「ELEVEN」の部分が「FUKUJIN」になっている看板が登場している。
メレンゲ堂
鈴ノ瀬町唯一のスーパーであり、高上家の人々が買い物をしているスーパーはほぼ全てこの店である。食品中心に新鮮で安価な商品を揃えているが、さすがに葛根湯は置いてないためコウを落胆させることとなる。鈴東の国道沿い、高上家から徒歩10分ほど。
洋菓子りーぶす
鈴ノ瀬駅前通りにある洋菓子店。岩薙が経営から菓子作りまで単身で行ってきた。立地条件は良く、売っているケーキや洋菓子もおいしい。しかしながら客が入らず、岩薙は恵比寿のもとへと相談に訪れる。

### 種族
神族（しんぞく）
太陽神を主神と仰ぐ日本の八百万の神々のこと。各地に土地神を置いてその土地について委任し、同時に「協定」によってその行動を規制している。土地の霊力や気流の安定が能力の発動に不可欠であり、その乱れは五行の術を発動しにくくしたり言霊の土地神特権を無効化するなど様々な悪影響を及ぼす。お賽銭などの人間の貨幣は神族の世界でも何らかの意味を有しているようだが、フクロウ神のように5円玉と50円玉の区別もつかないような神族もいる。
土地神
土地のものからの敬称は「お社様（おやしろさま）」とも言う。一定の広さの土地を霊的に割り当てられ、その管理を委任された神族のこと。その土地については、自分の裁量で自由におきてを定めそれに背くものを裁き罰するなどの広範な支配権を持っている。その権限を裏付ける能力としては、土地の中では名を支配せずとも成功率の高い言霊、術の完成が早く効力が高いといった特権が挙げられる。人類社会に直接干渉することは少ないが、恵比寿や六瓢の例からして一般に表の顔はその土地の名士となっているようだ。
その行動は「氏子（自分の土地に住む人々）を保護しなければならない」「勝手に土地を離れてはいけない」といった「協定」によって規制されており、違反には神族社会から厳しい制裁がおりる。橋姫や道祖神といったその土地在住の他の神族を郎党に従える他、恵比寿の狛犬や六瓢のパペットといった直属の従者も持っている。
鬼族（おにぞく）
ゆっくりと滅びの道を歩んでいる、角のある物の怪の一族。数百年前に「まつろわぬモノ（神に逆らう一族）」として神族に征伐され、鬼族の王の証たる白鬼を奪われる。人類より遙かに怪力であるが、術を使う能力を持たず定住する土地も失って彷徨っている。槐の率いる一派は妖怪関連の高価な品を盗んでは闇市に売って利益を得ることを生業とし、近年その活動を活発化させていた。
白鬼（びゃっき）
角のない鬼の少女。目覚めた時に「親」を選び、「親」は鬼の王としての資格を得て「白鬼」の力を使いこなすことができる。高い身体能力と様々な術を使う能力を持ち、特に生気吸収能力は強力な妖怪すら瞬時に行動不能にし、あるいは殺すことも出来るほどである。イナモチ商会から発送された時点では呪布をまかれて能力をぎりぎりまで退行化させ、姿もさらに幼い姿となっていた。
行動に必要な生気を自ら生成できず他者から吸収することしかできない。生気を全て使い切ることは死を意味する。周囲に力場を発生させており、仮に死んでしまうとその力場が周囲を永久的な霊的混沌に落とす。なお、施された刺青は呪医の汨羅によるもので、最小限の生気を供給して「白鬼」が死ぬことを防ぐ。かつて一度神族の土地で死んで（空幻の言葉では連行されて殺されて）おり、その霊的混乱を収拾するため月読によって蘇生されたという。
毛虫（けちゅう）
金気の物の怪。狐をはじめ四足の物の怪は一般にこれに該当する。
介虫（かいちゅう）
水気の物の怪。貝はこれに該当する。
裸虫（らちゅう）
人類のこと。五行では土気に相当する。
鱗虫（りんちゅう）
木気の物の怪。蛇はこれに該当する。

### 五行・術・道具
五行（ごぎょう）
術を用いる場合をはじめ作品中様々に用いられる世界観。一般的な陰陽五行説を元にしている。物の怪は一般に五行それぞれの元素に該当し、五行の術を用いると五行相生に当てはめて水行から木行（コウの術とコトジノヌシの相性）火行から土行（火の術と狛犬）のように物の怪を生かす位置にある術はあまり効果がなく、五行相剋に当てはめて金行から木行（クーとコトジノヌシ）、木行から土行（震と狛犬）のように物の怪を剋す位置にある術が効果的となる。また術を使う場所において術を生かす元素が強ければ術の効果は高くなる（第2巻pp.262）。なお、この作品では雷は木気に属すると解釈している。
言霊（ことだま）
作品中では術の一種として用いられている。成功すれば発した命令を相手に遂行させることができる。名を支配している場合やその土地の土地神である場合は成功率が高く、空幻クラスの物の怪すら抵抗できないほどである。また言霊に捕らわれると味方のかけた術が無効になるケースもある（第1巻pp.58）。
鏡返し（かがみがえし）
一度だけかかった術を跳ね返すことができる防御の術。クーが透に渡した組紐にかけたときは、本来金色の紐が緑色に染まっていた。
御霊送り（みたまおくり）
死者の世界との「境界」をこじ開け、死者の魂を行き来させる禁忌の術。かなり力のある存在が、その全力を使い切らなければ行使できない至難の術である。これによって「境界」をこじ開けることに成功すると、土地の霊力や地脈などの調律が乱れ神族が力を行使するのに不利となる。このため一般に行使しようとすれば土地神の怒りに触れることとなる。
洸（ほのか）
三槌の護り女が得意とする水気の術。大水を呼び出して水圧で対象を排除する。「洸」とは空幻の呼び方でコウ自身は知らなかった様子（原作、漫画版。アニメではその描写なし）。
水刃（すいじん）
水気の術。水に土気と木気を順に込め、不可視の刃となして対象を切り裂く。コウと拝を襲った介虫の得意技で、透の夢の中で介虫を迎撃したのもこの術。
瘴烟（しょうえん）
墨のように黒く粘土のように湿ったと形容される存在。接触すればあらゆるものが瞬時にそこから爛れ落ち、物の怪はおろか神族すらひとたまりもない。私闘で自分の土地を破壊する六瓢と空幻に憤慨した恵比寿が召喚した。
震（しん）
木行に属し光り輝く龍のような存在。召喚されると落雷として顕現する。空幻が狛犬を破壊するのに用いた。
巫粉（かんなぎこ）
材料を数日かけてすり潰し、肉眼で存在を認識できなくなるまで細かくして作る粉。コウが作ることができ、侵入者への警戒用に用いている描写がある。これを家の各所にまいておくと、他人には見分けがつかなくともコウには侵入者が粉を踏んだり傍を通過した痕跡を知ることができる。
サカサエン
五行相生の循環を逆転させ、水から金、金から土…を生じさせることが出来る道具。製作数が少なく高価。ただし本来の力の使用は禁忌に触れる上、用いるには人の限界を超えた高い霊力が必要。ただし人間でも霊力を高めるアイテムとして使用することはできる。
カグツチ
いにしえの書物に神をも焼き殺す炎を放つと記された化け物。布に封じる事で術が使えなくても召喚ができる。インターネットの闇マーケットで三枚セット限定販売されていたものを槐が購入した。その姿は人型の炎と形容するしかない。
泥目（でーま）
声 - 藤井啓輔
槐がイナモチ商会から購入したアイテムの一つ。土をこねて戦う本能を吹き込んだ、魂を持たないある種の式神。その魂を持たないという特性から「白鬼」の生気吸収能力が通用しない。今回は通販ではなく「白鬼」対策用としてイナモチ自らが売り込んできた。制作者は玉耀である。
人間ホイホイ
壁に書き込むと外部からの霊力を遮断し内部にいる人間の方向感覚を狂わせることができる商品の名。インターネットの闇マーケットで販売されているが、プロの結界師が一文字一文字書き込む作業が必要であり、きわめて高価。

### その他
神様'sコミュニティ（かみさまずこみゅにてぃ）
略称は「神様コミュ」。日本各地の神族がネット上で情報交換をするチャットまたは掲示板で恵比寿も利用している。アニメオリジナル設定。
神無月（かんなづき）
日本全国の神族が出雲大社に集まる月のこと。人間界の慣行に合わせて現在は新暦の10月に設定されている。鬼族はこの時期を狙って行動を開始したが、既に神族の監視がついている。
境界（きょうかい）
現実界における町外れや橋のたもとといった境界となる場所は、同時に死者の世界との境界として禁忌の場所でもある。その守護のため近くに神社や祠が建てられる。鈴ノ瀬の場合はすぐ傍に羽柴神社がある弥生川の橋のたもとが「境界」であり、橋姫が配置されてこれを守っている。なお、橋姫に用件がある場合は、川の水面に酒を捧げる。
クロネコ便（くろねこたくびん）
アニメでは社名が「猫の宅配便」となっている。物の怪の世界で商品の配送サービスを行っており、その配達員である黒猫（声 - 安齋龍太）がシロを高上家に届けた。コウから昇への報告は「クロネコさんが届けに来た」というものなので、昇にはクロネコヤマトの宅急便が配送したのだと誤解されてしまう。第4巻（アニメ17話）では月読が手配した「クロネコタクシー」と名乗る黒猫のタクシードライバー（声 - 安齋龍太）も登場しているが、同じ企業系列なのかどうかは不明。
詞（ことば）
よその土地から訪れて定住することになったモノは土地神のもとに挨拶に来る慣習となっている。その挨拶に対して土地神が授ける言葉のことを「詞」という。詞を受けない限り、よそのモノはその土地で充分に術を使うことができない。
名、真名（な、まな）
相手に問われて自分の口から教えると名を支配された状態となり、言霊の成功率が高くなる。これもあって物の怪は本当の名前である真名を一般には明かさない。
三槌家（みづちけ）
美津川村にある、水気を祀ってきた家柄。代々司祭は女性が務める。水気は五行陰陽でいう陰の陰、特に陰の気が強いため、陽の気が強い男性には司祭がつとまらないという。ただし、当主は男女を問わず長子がなる。現在の当主は昇、司祭は先代の美夜子の死後は空位となっている。
三槌家当主（みづちけとうしゅ）
昇が務める立場。空幻の封印の可否について決定権を有していた他、現在はよほどのことがない限り命令に対して空幻が逆らえない霊的な立場にあるとされている。物の怪の側からは人間と物の怪双方に窓口として交渉できる、便利な地域の顔役として認識されている。
闇マーケット
イナモチをはじめとする現代社会に適応した物の怪たちがインターネット上に開設している電子商店街。様々な禁忌の品物が出回っている。鬼族が大量に取引しているほか、神族である恵比寿も「空幻狐のお守り」を流して儲けようとしたことがある。

## 既刊一覧

### 小説
- 柴村仁（著）・放電映像（イラスト） 『我が家のお稲荷さま。』 メディアワークス〈電撃文庫〉、全7巻
  1. 2004年2月25日初版発行（2月10日発売[9]）、ISBN 4-8402-2611-3
  2. 2004年7月25日初版発行（7月10日発売[10]）、ISBN 4-8402-2726-8
  3. 2004年10月25日初版発行（10月10日発売[11]）、ISBN 4-8402-2831-0
  4. 2005年4月25日初版発行（4月10日発売[12]）、ISBN 4-8402-3026-9
  5. 2005年10月25日初版発行（10月11日発売[13]）、ISBN 4-8402-3175-3
  6. 2006年11月25日初版発行（11月10日発売[14]）、ISBN 4-8402-3604-6
  7. 2007年10月25日初版発行（10月10日発売[15]）、ISBN 978-4-8402-4031-4

### 漫画
- 柴村仁（原作）・放電映像（キャラクターデザイン）・松風水蓮（作画） 『我が家のお稲荷さま。』 メディアワークス→アスキー・メディアワークス〈電撃コミックス〉、全11巻
  1. 2007年12月15日初版発行（11月27日発売[16]）、ISBN 978-4-8402-4112-0
  2. 2008年4月15日初版発行（3月27日発売[17]）、ISBN 978-4-8402-4251-6
  3. 2008年11月27日初版発行（同日発売[18]）、ISBN 978-4-04-867440-9
  4. 2009年7月27日初版発行（同日発売[19]）、ISBN 978-4-04-867979-4
  5. 2010年2月26日初版発行（同日発売[20]）、ISBN 978-4-04-868430-9
  6. 2010年8月27日初版発行（同日発売[21]）、ISBN 978-4-04-868911-3
  7. 2011年3月26日初版発行（4月4日発売[22]）、ISBN 978-4-04-870404-5
  8. 2011年10月27日初版発行（同日発売[23]）、ISBN 978-4-04-870978-1
  9. 2012年5月26日初版発行（同日発売[24]）、ISBN 978-4-04-886644-6
  10. 2012年12月15日初版発行（同日発売[25]）、ISBN 978-4-04-891280-8
  11. 2013年7月27日初版発行（同日発売[26]）、ISBN 978-4-04-891770-4

## 評価
一柳廣孝は、ライトノベルの異界表現の特徴を探るアプローチで本作を挙げ、その日常性のなかに境界を引き直していて、新たな異界イメージを成立させているとしている。

## テレビアニメ
2007年10月にアニメ化が発表され、2008年4月から9月まで全国U局系などで放送された。

### スタッフ
- 原作 - 柴村仁[7]
- 原作イラスト - 放電映像[7]
- 監督 - 岩崎良明[6]
- 企画 - 安田猛[29]
- 製作 - 伊藤敦[29]、原田学[29]、酒匂暢彦[29]、夏野剛[29]、阿佐美弘恭[29]、伊豆倉公一[29]
- シリーズ構成 - 吉田玲子[6]
- キャラクターデザイン - 新田靖成[6]
- 美術監督 - 河合泰利[7]
- 撮影監督 - 大旗忍[29]
- 色彩設計 - 上谷秀夫[29]
- 編集 - 田熊純[29]
- 音響監督 - 高橋剛[29]
- 音楽 - 高梨康治[7]
- 音楽プロデューサー - 植村俊一[29]
- 音楽制作 - コロムビアミュージックエンタテインメント[29]
- 制作プロデューサー - 橋本和典[29]
- プロデューサー - 蜂屋誠一[29]、鈴木智子[29]、武智恒雄[29]、原田由佳[29]、小湊義文[29]、川崎とも子[29]
- アニメーション制作 - ZEXCS[6]
- 製作 - お稲荷さま製作委員会[7]（角川書店、角川映画、クロックワークス、NTT docomo、ソニーPCL、ZEXCS）

### 主題歌
「KI-ZU-NA〜遥かなる者へ」
吉田仁美とイズミカワソラによるユニットによるユニット「ヒトミソラ」によるオープニングテーマ。作詞は松井五郎、作曲は大川茂伸、編曲はElements Gardenの藤田淳平。
「風がなにかを言おうとしてる」
コウ（早見沙織）による第1話 - 第18話のエンディングテーマ。作詞は松井五郎、作曲は山本健太郎、編曲は梅堀淳。
「シアワセの言霊」
クー（ゆかな）・コウ（早見沙織）・タマ（高橋美佳子）による第19話 - 第24話のエンディングテーマ。作詞は三浦誠司、作曲・編曲はFunta。
「Process」
宮部紅葉（伊藤静）による第13話挿入歌。作詞は園田凌士、作曲・編曲はElements Gardenの藤田淳平。
「奇跡〜I believe in you〜」
ヒトミソラによる挿入歌。作詞・作曲・編曲はイズミカワソラ、編曲は山崎燿。
「MIRACLE WAY〜強く優しく護られて〜」
コウ（早見沙織）による挿入歌。

### 各話リスト
| 話数   | サブタイトル                     | 脚本       | 絵コンテ       | 演出         | 作画監督                            | 総作画監督 |
| ------ | -------------------------------- | ---------- | -------------- | ------------ | ----------------------------------- | ---------- |
| 第1話  | お稲荷さま。封印解かれる         | 吉田玲子   | 島津裕行       | 岩崎良明     | 渡辺淳                              | 新田靖成   |
| 第2話  | お稲荷さま。我が家に住みつく     | 山田由香   | 下田正美       | 浅見松雄     | 加藤哲弘                            | 空流辺広子 |
| 第3話  | お稲荷さま。登校する             | 根元歳三   | 徳本善信       | 徳本善信     | 緒方浩美 仁井学                     | 新田靖成   |
| 第4話  | お稲荷さま。収穫する             | 大知慶一郎 | 小坂春女       | 畠山茂樹     | 中本尚 さのえり 杉藤さゆり          | 鳥宏明     |
| 第5話  | お稲荷さま。禁忌を侵す           | 國澤真理子 | まついひとゆき | 慰斗谷充孝   | 中野彰子 水川弘理 金沢美愛 斉藤博子 | 新田靖成   |
| 第6話  | お稲荷さま。食い倒れる           | 吉田玲子   | 徳本善信       | 徳本善信     | 斉木タロヲ 杉本智子                 | 鳥宏明     |
| 第7話  | お稲荷さま。子狐を抱く           | 山田由香   | 高田淳         | 畠山茂樹     | 澤田孝秋 佐藤天昭                   | 空流辺広子 |
| 第8話  | お稲荷さま。探し物する           | 根元歳三   | 下田正美       | 渡部穏寛     | 都竹隆治 北村友幸                   | 鳥宏明     |
| 第9話  | お稲荷さま。大立ち回る           | 大知慶一郎 | ウシロシンジ   | ウシロシンジ | 大西貴子 氏家嘉宏                   | 柴又十哉   |
| 第10話 | お稲荷さま。裏切る!?             | 大知慶一郎 | えんどうてつや | 岡村正弘     | 織岐一寛 杉藤さゆり                 | 鳥宏明     |
| 第11話 | お稲荷さま。奉公に出る           | 國澤真理子 | 佐々木真哉     | 又野弘道     | 小山知洋                            | 空流辺広子 |
| 第12話 | お稲荷さま。旅行する             | 吉田玲子   | 徳本善信       | 徳本善信     | 仁井学                              | 柴又十哉   |
| 第13話 | お稲荷さま。女子高生になる       | 山田由香   | 小坂春女       | 慰斗谷充孝   | 中本尚 さのえり 織岐一寛 渡部穏寛   | 鳥宏明     |
| 第14話 | お稲荷さま。電話をかける         | 根元歳三   | 下田正美       | 浅利藤彰     | 佐藤天昭                            | 鳥宏明     |
| 第15話 | お稲荷さま。教会へ行く           | 根元歳三   | ウシロシンジ   | ウシロシンジ | 斉木タロヲ 杉本智子                 | 空流辺広子 |
| 第16話 | お稲荷さま。辛抱する             | 大知慶一郎 | 徳本善信       | 徳本善信     | 立田眞一 浦和文子                   | 柴又十哉   |
| 第17話 | お稲荷さま。追いかける           | 國澤真理子 | えんどうてつや | 渡部穏寛     | 都竹隆治 北村友幸 氏家嘉宏          | 鳥宏明     |
| 第18話 | お稲荷さま。思い出をもらう       | 山田由香   | 川崎逸朗       | 徳本善信     | 大西貴子 星野尾高広                 | 空流辺広子 |
| 第19話 | お稲荷さま。芋を焼く             | 根元歳三   | 下田正美       | 岡村正弘     | 織岐一寛 杉藤さゆり                 | 鳥宏明     |
| 第20話 | お稲荷さま。再び旅行する         | 吉田玲子   | 小坂春女       | 慰斗谷充孝   | 中本尚 北條直明                     | 鳥宏明     |
| 第21話 | お稲荷さま。治療する             | 大知慶一郎 | 徳本善信       | 徳本善信     | 仁井学                              | 空流辺広子 |
| 第22話 | お稲荷さま。パーティーにのりこむ | 山田由香   | えんどうてつや | 浅利藤彰     | 佐藤天昭 山崎正和                   | 柴又十哉   |
| 第23話 | お稲荷さま。だいえっとする       | 吉田玲子   | 川崎逸朗       | 渡部穏寛     | 都竹隆治 北村友幸 渡部穏寛 織岐一寛 | 空流辺広子 |
| 第24話 | お稲荷さま。初詣に行く           | 吉田玲子   | 岩崎良明       | 徳本善信     | 斉木タロヲ 杉本智子                 | 新田靖成   |

### 放送局
| 放送地域 | 放送局     | 放送期間                | 放送日時                     | 放送区分       | 備考 |
| -------- | ---------- | ----------------------- | ---------------------------- | -------------- | ---- |
| 千葉県   | チバテレビ | 2008年4月7日 - 9月15日  | 月曜 0:00 - 0:30（日曜深夜） | 独立UHF局      |      |
| 埼玉県   | テレ玉     | 2008年4月7日 - 9月15日  | 月曜 1:30 - 2:00（日曜深夜） | 独立UHF局      |      |
| 神奈川県 | tvk        | 2008年4月8日 - 9月16日  | 火曜 1:15 - 1:45（月曜深夜） | 独立UHF局      |      |
| 京都府   | KBS京都    | 2008年4月8日 - 9月16日  | 火曜 1:30 - 2:00（月曜深夜） | 独立UHF局      |      |
| 兵庫県   | サンテレビ | 2008年4月9日 - 9月17日  | 水曜 0:00 - 0:30（火曜深夜） | 独立UHF局      |      |
| 東京都   | TOKYO MX   | 2008年4月10日 - 9月18日 | 木曜 1:30 - 2:00（水曜深夜） | 独立UHF局      |      |
| 愛知県   | テレビ愛知 | 2008年4月10日 - 9月18日 | 木曜 2:28 - 2:58（水曜深夜） | テレビ東京系列 |      |

### 映像特典
『クーちゃんのオマケ劇場』
「お稲荷白書」とともにDVD各巻3話（五巻は4話）収録されている映像特典の短編アニメ。バラエティに富んだコント風。
| 巻数 | 話数 | サブタイトル                      | 脚本       | 演出・作画 |
| ---- | ---- | --------------------------------- | ---------- | ---------- |
| 一   | 1    | お稲荷サマ、ネコ耳になる          | 吉田玲子   | 川崎逸朗   |
| 一   | 2    | お稲荷サマ、コーヒーを飲む        | 吉田玲子   | 川崎逸朗   |
| 一   | 3    | お稲荷サマ、もいちどネコ耳になる  | 吉田玲子   | 川崎逸朗   |
| 二   | 4    | お稲荷様 ハジメテノおつかい       | 吉田玲子   | 臼田美夫   |
| 二   | 5    | お稲荷様 カサをさす               | 吉田玲子   | 臼田美夫   |
| 二   | 6    | お稲荷様 魔女っ子にナル           | 吉田玲子   | 臼田美夫   |
| 三   | 7    | お稲荷さま ちょっとドキドキする、 | 山田由香   | 川崎逸朗   |
| 三   | 8    | お稲荷さま 人形劇を見る           | 山田由香   | 川崎逸朗   |
| 三   | 9    | お稲荷さま ちょっとホロリとする   | 山田由香   | 川崎逸朗   |
| 四   | 10   | お稲荷さま ナンバーワンになる     | 山田由香   | 川崎逸朗   |
| 四   | 11   | お稲荷さま ちょっとグチる         | 山田由香   | 川崎逸朗   |
| 四   | 12   | お稲荷さま またナンバーワンになる | 山田由香   | 川崎逸朗   |
| 五   | 13   | お稲荷さま。海へ行く その1        | 大知慶一郎 | 徳本善信   |
| 五   | 14   | お稲荷さま。海へ行く その2        | 大知慶一郎 | 徳本善信   |
| 五   | 15   | お稲荷さま。海へ行く その3        | 大知慶一郎 | 徳本善信   |
| 五   | 16   | お稲荷さま。海へ行く その4        | 大知慶一郎 | 徳本善信   |
| 六   | 17   | 護り女。禁じられる                | 大知慶一郎 | 徳本善信   |
| 六   | 18   | お稲荷さま。イケメンを学ぶ        | 大知慶一郎 | 徳本善信   |
| 六   | 19   | お稲荷さま。女子高生になる        | 大知慶一郎 | 徳本善信   |
| 七   | 20   | お稲荷さま。再会する              | 山田由香   | 臼田美夫   |
| 七   | 21   | お稲荷さま。No.1を目指す!         | 山田由香   | 臼田美夫   |
| 七   | 22   | お稲荷さま。荷物を受け取る        | 山田由香   | 臼田美夫   |
| 八   | 23   | お稲荷さま。ぶろぐをはじめる      | 大知慶一郎 | 徳本善信   |
| 八   | 24   | 美咲。大事なものを落とす          | 大知慶一郎 | 徳本善信   |
| 八   | 25   | 美咲 エースをめざせ!              | 大知慶一郎 | 徳本善信   |
| 九   | 26   | 昇。お宝を掘り当てる              | 山田由香   | 臼田美夫   |
| 九   | 27   | お稲荷さま。ウサギちゃんになる    | 山田由香   | 臼田美夫   |
| 九   | 28   | シロ。衣替えをする                | 山田由香   | 臼田美夫   |
| 十   | 29   | お稲荷さま。仮装する              | 山田由香   | 臼田美夫   |
| 十   | 30   | 美咲。時をかける                  | 山田由香   | 臼田美夫   |
| 十   | 31   | お稲荷さま。混浴する              | 山田由香   | 臼田美夫   |
| 十一 | 32   | お稲荷さま。サンタになる          | 大知慶一郎 | 徳本善信   |
| 十一 | 33   | 美咲。からだを張る                | 大知慶一郎 | 徳本善信   |
| 十一 | 34   | 護り女。サンタに感謝する          | 大知慶一郎 | 徳本善信   |
| 十二 | 35   | お稲荷さま。めたぼニナル          | 大知慶一郎 | 徳本善信   |
| 十二 | 36   | お稲荷さま 振り返る。             | 大知慶一郎 | 徳本善信   |
| 十二 | 37   | お稲荷さま。やっぱりネコ耳になる  | 大知慶一郎 | 徳本善信   |

## 関連商品

### DVD
2008年7月25日（金）より、リリースが始まった。限定版には、毎号異なった「クーちゃんのオマケ劇場」が特典として入っている。
特典映像は、すべて新作オリジナルとなっており、毎号3話が入っている。
本編は2話ずつ収録。
巻数に合わせて表面のジャケットに描かれているキャラクターが手の指を立てている（例:第七巻ではクーが指を3本立てていて、タマが両手の小指と人差し指（計4本）を立てている）。
1. 第壱巻：2008年7月25日
2. 第弐巻：2008年8月22日
3. 第参巻：2008年9月26日
4. 第四巻：2008年10月24日
5. 第五巻：2008年11月28日
6. 第六巻：2008年12月26日
7. 第七巻：2009年1月30日
8. 第八巻：2009年2月27日
9. 第九巻：2009年3月27日
10. 第十巻：2009年4月22日
11. 第十一巻：2009年5月24日
12. 第十二巻：2009年6月26日

### CD
オープニングテーマ『KI-ZU-NA〜遥かなる者へ』
作詞：松井五郎、作曲：大川茂伸、編曲：藤田淳平（Elements Garden）、歌：ヒトミソラ（吉田仁美とイズミカワソラによるユニット）
前期エンディングテーマ『風がなにかを言おうとしてる』
作詞：松井五郎、作曲：山本健太郎、編曲：梅堀淳、歌：コウ（早見沙織）
『我が家のお稲荷さま。 天狐幻術 歌曲集』 （後期ED『シアワセの言霊』収録）
発売日：2008年10月1日
発売元：コロムビアミュージックエンタテインメント